# Alpiner Nor-Am Cup 2019/20
Die Saison 2019/2020 des Alpinen Nor-Am Cups begann am 19. November 2019 in Copper Mountain. Sie hätte am 24. März 2020 in Panorama enden sollen, doch am 12. März sagte die FIS die noch ausstehenden Rennen wegen der COVID-19-Pandemie ab.

## Cupwertungen

### Gesamtwertung
| Rang | Athlet           | Punkte |
| ---- | ---------------- | ------ |
| 1    | Bridger Gile     | 994    |
| 2    | Jeffrey Read     | 863    |
| 3    | Kyle Negomir     | 723    |
| 4    | Sam Mulligan     | 589    |
| 5    | George Steffey   | 555    |
| 6    | River Radamus    | 547    |
| 7    | Riley Seger      | 519    |
| 8    | Benjamin Ritchie | 510    |
| 9    | Asher Jordan     | 503    |
| 10   | Jimmy Krupka     | 454    |

| Rang | Athlet                | Punkte |
| ---- | --------------------- | ------ |
| 1    | Keely Cashman         | 1150   |
| 2    | Tricia Mangan         | 781    |
| 3    | Stefanie Fleckenstein | 717    |
| 4    | Lila Lapanja          | 612    |
| 5    | Andrea Komšić         | 609    |
| 6    | Adriana Jelinkova     | 603    |
| 7    | Isabella Wright       | 585    |
| 8    | Storm Klomhaus        | 565    |
| 9    | Foreste Peterson      | 538    |
| 10   | Katie Hensien         | 399    |

### Abfahrt
| Rang | Athlet            | Punkte |
| ---- | ----------------- | ------ |
| 1    | Jeffrey Read      | 180    |
|      | Cameron Alexander | 180    |
| 3    | Kyle Alexander    | 110    |
| 4    | Sam Morse         | 110    |
| 5    | Wiley Maple       | 77     |

| Rang | Athlet                | Punkte |
| ---- | --------------------- | ------ |
| 1    | Keely Cashman         | 180    |
| 2    | Alix Wilkinson        | 150    |
| 3    | Stefanie Fleckenstein | 130    |
| 4    | Isabella Wright       | 120    |
| 5    | Lauren Macuga         | 90     |

### Super-G
| Rang | Athlet       | Punkte |
| ---- | ------------ | ------ |
| 1    | Kyle Negomir | 250    |
| 2    | Riley Seger  | 225    |
| 3    | Jimmy Krupka | 202    |
| 4    | Sam Mulligan | 201    |
| 5    | Bridger Gile | 168    |

| Rang | Athlet                | Punkte |
| ---- | --------------------- | ------ |
| 1    | Isabella Wright       | 310    |
| 2    | Tricia Mangan         | 280    |
| 3    | Keely Cashman         | 210    |
| 4    | Storm Klomhaus        | 155    |
| 5    | Stefanie Fleckenstein | 141    |

### Riesenslalom
| Rang | Athlet             | Punkte |
| ---- | ------------------ | ------ |
| 1    | Bridger Gile       | 302    |
| 2    | George Steffey     | 260    |
| 3    | Riley Seger        | 254    |
| 4    | Stefano Baruffaldi | 242    |
| 5    | River Radamus      | 230    |

| Rang | Athlet            | Punkte |
| ---- | ----------------- | ------ |
| 1    | Adriana Jelinkova | 340    |
| 2    | Mikaela Tommy     | 307    |
| 3    | Keely Cashman     | 241    |
| 4    | Andrea Komšić     | 233    |
| 5    | A J Hurt          | 222    |

### Slalom
| Rang | Athlet           | Punkte |
| ---- | ---------------- | ------ |
| 1    | Benjamin Ritchie | 480    |
| 2    | Jett Seymour     | 357    |
| 3    | AJ Ginnis        | 350    |
| 4    | Bridger Gile     | 313    |
| 5    | Jeffrey Read     | 302    |

| Rang | Athlet           | Punkte |
| ---- | ---------------- | ------ |
| 1    | Lila Lapanja     | 441    |
| 2    | Andrea Komšić    | 376    |
| 3    | Resi Stiegler    | 370    |
| 4    | Keely Cashman    | 359    |
| 5    | Foreste Peterson | 319    |

### Kombination
| Rang | Athlet          | Punkte |
| ---- | --------------- | ------ |
| 1    | Bridger Gile    | 180    |
| 2    | Jeffrey Read    | 100    |
| 3    | Jamie Casselman | 90     |
| 4    | River Radamus   | 80     |
| 5    | Sam Mulligan    | 75     |

| Rang | Athlet                | Punkte |
| ---- | --------------------- | ------ |
| 1    | Storm Klomhaus        | 180    |
| 2    | Keely Cashman         | 160    |
|      | Tricia Mangan         | 160    |
| 4    | Stefanie Fleckenstein | 100    |
| 5    | Isabella Wright       | 77     |

## Podestplatzierungen Herren

### Abfahrt
| Datum      | Ort               | 1. Platz                              | 2. Platz                              | 3. Platz                              |
| ---------- | ----------------- | ------------------------------------- | ------------------------------------- | ------------------------------------- |
| 11.12.2019 | Lake Louise (CAN) | Jeffrey Read                          | Cameron Alexander                     | Kyle Alexander                        |
| 12.12.2019 | Lake Louise (CAN) | Cameron Alexander                     | Jeffrey Read                          | Sam Morse                             |
| 19.03.2020 | Panorama (CAN)    | Wegen der COVID-19-Pandemie abgesagt. | Wegen der COVID-19-Pandemie abgesagt. | Wegen der COVID-19-Pandemie abgesagt. |
| 20.03.2020 | Panorama (CAN)    | Wegen der COVID-19-Pandemie abgesagt. | Wegen der COVID-19-Pandemie abgesagt. | Wegen der COVID-19-Pandemie abgesagt. |

### Super-G
| Datum      | Ort                      | 1. Platz                              | 2. Platz                              | 3. Platz                              |
| ---------- | ------------------------ | ------------------------------------- | ------------------------------------- | ------------------------------------- |
| 13.12.2019 | Lake Louise (CAN)        | James Crawford                        | Kyle Negomir                          | Brodie Seger                          |
| 16.12.2019 | Nakiska (CAN)            | Jeffrey Read                          | Kyle Negomir                          | Riley Seger                           |
| 10.02.2020 | Whiteface Mountain (USA) | Jimmy Krupka                          | River Radamus                         | Bridger Gile                          |
| 11.02.2020 | Whiteface Mountain (USA) | Sam Mulligan                          | Riley Seger                           | River Radamus                         |
| 21.03.2020 | Panorama (CAN)           | Wegen der COVID-19-Pandemie abgesagt. | Wegen der COVID-19-Pandemie abgesagt. | Wegen der COVID-19-Pandemie abgesagt. |
| 22.03.2020 | Panorama (CAN)           | Wegen der COVID-19-Pandemie abgesagt. | Wegen der COVID-19-Pandemie abgesagt. | Wegen der COVID-19-Pandemie abgesagt. |

### Riesenslalom
| Datum      | Ort                      | 1. Platz                                                       | 2. Platz                                                       | 3. Platz                                                       |
| ---------- | ------------------------ | -------------------------------------------------------------- | -------------------------------------------------------------- | -------------------------------------------------------------- |
| 17.12.2019 | Nakiska (CAN)            | Rennen abgesagt und am 5. Januar in Burke Mountain nachgeholt. | Rennen abgesagt und am 5. Januar in Burke Mountain nachgeholt. | Rennen abgesagt und am 5. Januar in Burke Mountain nachgeholt. |
| 18.12.2019 | Nakiska (CAN)            | Maarten Meiners                                                | Stefano Baruffaldi                                             | Tanguy Nef                                                     |
| 05.01.2020 | Burke Mountain (USA)     | Bastian Meisen                                                 | Fabian Gratz                                                   | Brodie Seger                                                   |
| 06.01.2020 | Stowe (USA)              | Bastian Meisen                                                 | Fabian Gratz                                                   | Stefano Baruffaldi                                             |
| 07.01.2020 | Stowe (USA)              | Brodie Seger                                                   | Stefano Baruffaldi                                             | James Crawford                                                 |
| 05.02.2020 | Mont Édouard (CAN)       | River Radamus                                                  | Kyle Negomir                                                   | Erik Arvidsson                                                 |
| 06.02.2020 | Mont Édouard (CAN)       | George Steffey                                                 | River Radamus                                                  | Asher Jordan                                                   |
| 13.02.2020 | Whiteface Mountain (USA) | Bridger Gile                                                   | Riley Seger                                                    | Drew Duffy                                                     |
| 24.03.2020 | Panorama (CAN)           | Wegen der COVID-19-Pandemie abgesagt.                          | Wegen der COVID-19-Pandemie abgesagt.                          | Wegen der COVID-19-Pandemie abgesagt.                          |

### Slalom
| Datum      | Ort                   | 1. Platz                              | 2. Platz                              | 3. Platz                              |
| ---------- | --------------------- | ------------------------------------- | ------------------------------------- | ------------------------------------- |
| 21.11.2019 | Copper Mountain (USA) | AJ Ginnis                             | Sandy Vietze                          | Bjørn Brudevoll                       |
| 22.11.2019 | Copper Mountain (USA) | Asher Jordan                          | Stefan Luitz                          | Sandy Vietze                          |
| 19.12.2019 | Nakiska (CAN)         | Jeffrey Read                          | Sandy Vietze                          | Alex Leever                           |
| 20.12.2019 | Nakiska (CAN)         | Benjamin Ritchie                      | Jeffrey Read                          | Asher Jordan                          |
| 08.01.2020 | Stowe (USA)           | Benjamin Ritchie                      | Erik Arvidsson Declan McCormack       |                                       |
| 03.02.2020 | Mont Édouard (CAN)    | AJ Ginnis                             | Benjamin Ritchie                      | Simon Fournier                        |
| 04.02.2020 | Mont Édouard (CAN)    | Jett Seymour                          | Simon Fournier                        | Bridger Gile                          |
| 23.03.2020 | Panorama (CAN)        | Wegen der COVID-19-Pandemie abgesagt. | Wegen der COVID-19-Pandemie abgesagt. | Wegen der COVID-19-Pandemie abgesagt. |

### Kombination
| Datum      | Ort                      | 1. Platz                              | 2. Platz                              | 3. Platz                              |
| ---------- | ------------------------ | ------------------------------------- | ------------------------------------- | ------------------------------------- |
| 16.12.2019 | Nakiska (CAN)            | Jeffrey Read                          | Bridger Gile                          | Louis Muhlen-Schulte                  |
| 11.02.2020 | Whiteface Mountain (USA) | Bridger Gile                          | River Radamus                         | Isaiah Nelson                         |
| 22.03.2020 | Panorama (CAN)           | Wegen der COVID-19-Pandemie abgesagt. | Wegen der COVID-19-Pandemie abgesagt. | Wegen der COVID-19-Pandemie abgesagt. |

### Parallelrennen
| Datum      | Ort                | 1. Platz     | 2. Platz         | 3. Platz     |
| ---------- | ------------------ | ------------ | ---------------- | ------------ |
| 07.02.2020 | Mont Édouard (CAN) | Jeffrey Read | George Steffey   | Jimmy Krupka |
| 14.02.2020 | Park City (USA)    | Jett Seymour | Benjamin Ritchie | AJ Ginnis    |

## Podestplatzierungen Damen

### Abfahrt
| Datum      | Ort               | 1. Platz                              | 2. Platz                              | 3. Platz                              |
| ---------- | ----------------- | ------------------------------------- | ------------------------------------- | ------------------------------------- |
| 11.12.2019 | Lake Louise (CAN) | Keely Cashman                         | Stefanie Fleckenstein                 | Isabella Wright                       |
| 12.12.2019 | Lake Louise (CAN) | Alix Wilkinson                        | Keely Cashman                         | Isabella Wright                       |
| 19.03.2020 | Panorama (CAN)    | Wegen der COVID-19-Pandemie abgesagt. | Wegen der COVID-19-Pandemie abgesagt. | Wegen der COVID-19-Pandemie abgesagt. |
| 20.03.2020 | Panorama (CAN)    | Wegen der COVID-19-Pandemie abgesagt. | Wegen der COVID-19-Pandemie abgesagt. | Wegen der COVID-19-Pandemie abgesagt. |

### Super-G
| Datum      | Ort                      | 1. Platz                              | 2. Platz                              | 3. Platz                              |
| ---------- | ------------------------ | ------------------------------------- | ------------------------------------- | ------------------------------------- |
| 13.12.2019 | Lake Louise (CAN)        | Keely Cashman                         | Alix Wilkinson                        | Lauren Macuga                         |
| 16.12.2019 | Nakiska (CAN)            | Isabella Wright                       | Tricia Mangan                         | Storm Klomhaus                        |
| 10.02.2020 | Whiteface Mountain (USA) | Tricia Mangan                         | Isabella Wright                       | Keely Cashman                         |
| 11.02.2020 | Whiteface Mountain (USA) | Tricia Mangan                         | Isabella Wright                       | Sarah Bennett                         |
| 21.03.2020 | Panorama (CAN)           | Wegen der COVID-19-Pandemie abgesagt. | Wegen der COVID-19-Pandemie abgesagt. | Wegen der COVID-19-Pandemie abgesagt. |
| 22.03.2020 | Panorama (CAN)           | Wegen der COVID-19-Pandemie abgesagt. | Wegen der COVID-19-Pandemie abgesagt. | Wegen der COVID-19-Pandemie abgesagt. |

### Riesenslalom
| Datum      | Ort                      | 1. Platz                              | 2. Platz                              | 3. Platz                              |
| ---------- | ------------------------ | ------------------------------------- | ------------------------------------- | ------------------------------------- |
| 17.12.2019 | Nakiska (CAN)            | Foreste Peterson                      | Keely Cashman                         | Andrea Komšić                         |
| 18.12.2019 | Nakiska (CAN)            | Rennen abgesagt.                      | Rennen abgesagt.                      | Rennen abgesagt.                      |
| 02.01.2020 | Burke Mountain (USA)     | Adriana Jelinkova                     | Mikaela Tommy                         | Andrea Komšić                         |
| 03.01.2020 | Burke Mountain (USA)     | Adriana Jelinkova                     | Mikaela Tommy                         | Nina O’Brien                          |
| 04.02.2020 | Georgian Peaks (CAN)     | A J Hurt                              | Alex Tilley                           | Adriana Jelinkova                     |
| 05.02.2020 | Georgian Peaks (CAN)     | Alex Tilley                           | Nina O’Brien                          | Paula Moltzan                         |
| 12.02.2020 | Whiteface Mountain (USA) | A J Hurt                              | Adriana Jelinkova                     | Tricia Mangan                         |
| 23.03.2020 | Panorama (CAN)           | Wegen der COVID-19-Pandemie abgesagt. | Wegen der COVID-19-Pandemie abgesagt. | Wegen der COVID-19-Pandemie abgesagt. |

### Slalom
| Datum      | Ort                   | 1. Platz                              | 2. Platz                              | 3. Platz                              |
| ---------- | --------------------- | ------------------------------------- | ------------------------------------- | ------------------------------------- |
| 19.11.2019 | Copper Mountain (USA) | Lila Lapanja                          | Foreste Peterson                      | Keely Cashman                         |
| 20.11.2019 | Copper Mountain (USA) | Lila Lapanja                          | Keely Cashman                         | Andrea Komšić                         |
| 19.12.2019 | Nakiska (CAN)         | Amelia Smart                          | Andrea Komšić                         | Lila Lapanja                          |
| 20.12.2019 | Nakiska (CAN)         | Katie Hensien                         | Amelia Smart                          | Andrea Komšić                         |
| 04.01.2020 | Burke Mountain (USA)  | Nina O’Brien                          | Adriana Jelinkova                     | Resi Stiegler                         |
| 06.02.2020 | Osler Bluff (CAN)     | Ali Nullmeyer                         | Roni Remme                            | Katie Hensien                         |
| 07.02.2020 | Osler Bluff (CAN)     | Roni Remme                            | Ali Nullmeyer                         | Paula Moltzan                         |
| 24.03.2020 | Panorama (CAN)        | Wegen der COVID-19-Pandemie abgesagt. | Wegen der COVID-19-Pandemie abgesagt. | Wegen der COVID-19-Pandemie abgesagt. |

### Kombination
| Datum      | Ort                      | 1. Platz                              | 2. Platz                              | 3. Platz                              |
| ---------- | ------------------------ | ------------------------------------- | ------------------------------------- | ------------------------------------- |
| 16.12.2019 | Nakiska (CAN)            | Keely Cashman                         | Storm Klomhaus                        | Tricia Mangan                         |
| 10.02.2020 | Whiteface Mountain (USA) | Storm Klomhaus                        | Tricia Mangan                         | Keely Cashman                         |
| 21.03.2020 | Panorama (CAN)           | Wegen der COVID-19-Pandemie abgesagt. | Wegen der COVID-19-Pandemie abgesagt. | Wegen der COVID-19-Pandemie abgesagt. |

### Parallelrennen
| Datum      | Ort              | 1. Platz         | 2. Platz          | 3. Platz              |
| ---------- | ---------------- | ---------------- | ----------------- | --------------------- |
| 08.02.2020 | Craigleith (CAN) | Roni Remme       | Adriana Jelinkova | Stefanie Fleckenstein |
| 14.02.2020 | Park City (USA)  | Foreste Peterson | Storm Klomhaus    | A J Hurt              |